# Kościół Najświętszego Serca Pana Jezusa w Sułoszowej
Kościół pw. Najświętszego Serca Pana Jezusa w Sułoszowej – znajdujący się w powiecie krakowskim, w gminie Sułoszowa.
Obiekt został wpisany do rejestru zabytków nieruchomych województwa małopolskiego.

## Historia
Kościół parafialny pierwotnie wzmiankowany w latach 1325–1327. W poł. XVI w. Stanisław Szafraniec zamienił go na zbór kalwiński. W 1873 roku rozebrano budynek, a w 1884 poświęcono nowy kościół, który spłonął w wyniku działań wojennych w 1914.

W miejscu poprzednich budowli powstał w latach 1933–1939 obecny kościół, zbudowany w czasie probostwa Jana Danielewicza, konsekrowany 17 listopada 1941 roku przez biskupa kieleckiego Czesława Kaczmarka. Projekt kościoła opracowali wspólnie w 1918 (lub w 1925) roku architekci Jan Sas-Zubrzycki i Stefan Szyller. Główne prace przeciągnęły się do 1933 roku, a kościół ukończono ostatecznie dopiero w 1939 r. Obaj autorzy nie doczekali końca realizacji dzieła . Autorem dekoracji rzeźbiarskiej jest Wojciech Durek.

## Architektura
Kościół eklektyczny, zbudowany z kamienia i cegły, z wysoką wieżą w fasadzie, trójnawowy, halowy. Po bokach dwie kaplice nakryte kopułami z latarniami.

W kaplicy znajduje się krucyfiks barokowy. Organy zbudowane około 1900 roku przez firmę Schlag & Söhne .
W starym kościele – rozebranym w 1873 roku – znajdowała się płaskorzeźbiona wierzchnia płyta nagrobna Zuzanny Szafrańcowej z 1501 roku. Rzeźba przedstawiała zmarłą w pozie hieratycznej ze złożonymi rękami i poduszką pod głową. U stóp były tarcze z herbami Dębno i Starykoń, całość obiegała minuskułowa inskrypcja. Obiekt został zniszczony podczas rozbiórki kościoła. Teodor Chrząński, malarz i heraldyk, namalował wierną akwarelę płyty w trakcie pierwszej inwentaryzacji zabytków, przeprowadzonej w Królestwie Polskim w połowie XIX wieku przez Kazimierza Stronczyńskiego .